# به‌سوی تمدن بزرگ
به‌سوی تمدن بزرگ، عنوانی است که محمدرضا پهلوی در نوروز سال ۱۳۵۵ از آن برای اشاره به پیشرفت‌های جاری و برنامه‌های آینده ایران استفاده کرد و برنامه‌ها و آرمان‌های خود را برای ایران و مردم ایران در کتاب به‌سوی تمدن بزرگ تصویر کرد. در گفتمان تمدن بزرگ، شاه علاوه بر توصیف پیشرفت‌های کشور در طول ۱۵ سال پس از انقلاب سفید، به بیان چشم‌انداز خود برای تبدیل ایران به یک کشور پیشرفته پرداخت که با اجرای برنامه عمرانی ششم درهای تمدن بزرگ برای ایرانیان گشوده خواهد شد.

## دستاوردهای اقتصادی و اجتماعی

نشان رسمی سلطنت ایران در دورهٔ پهلوی بین سال های ۱۳۰۴ تا ۱۳۵۷ هجری خورشیدی

در دوران سلطنت محمدرضا پهلوی برای پیشرفت ایران، برنامه‌های عمرانی با همکاری و همیاری مدیرانی مانند ابوالحسن ابتهاج، یکی از مدیران بانک جهانی و بنیان‌گذار سازمان برنامه و بودجه کشور، محمدمهدی سمیعی، رئیس کل بانک مرکزی ایران و محمدصفی اصفیاء طراحی شد. برنامه‌های عمرانی کشور در دوره‌های گوناگون بدین ترتیب بودند:
- برنامه عمرانی اول ۱۳۲۷-۱۳۳۳[۳]
- برنامه عمرانی دوم ۱۳۳۴-۱۳۴۰[۴]
- برنامه عمرانی سوم ۱۳۴۱-۱۳۴۶[۵]
- برنامه عمرانی چهارم ۱۳۴۷-۱۳۵۱[۶]
- برنامه عمرانی پنجم ۱۳۵۲-۱۳۵۶[۷]
- برنامه عمرانی ششم ۱۳۵۷-۱۳۶۱ (به دلیل وقوع انقلاب ۱۳۵۷، اجرایی نشد)

در سال ۱۳۳۸، بانک مرکزی ایران بنیان نهاده شد. محمدمهدی سمیعی، ریاست بانک مرکزی را بر عهده داشت و زیر نظر وی بودجه‌بندی کشور و بانک‌داری شکل گرفت بودجه برنامه‌های عمرانی و چرخش درست پول در زمان وی به ایران به کار انداخته شد. دیگر شخصیت ایران که بار پیشرفت ایران را همراه با شاه به دوش کشید علی‌نقی عالیخانی وزیر اقتصاد بود. عالیخانی، اصفیا و سمیعی طراحان پیشرفت اقتصاد ایران بودند با نرخ رشد اقتصادی ۱۵٪، در چهارچوب انقلاب سفید و منشور نوزده ماده‌ای آن چهره ایران تغییر یافت. سپاه دانش، سپاه بهداشت، سپاه ترویج و آبادانی، اصلاحات ارضی و سهیم کردن کارگران در سود کارخانه‌ها و دیگر اصول انقلاب سفید، ایران را به دروازه‌هایی رسانید که می‌توانست کشور را از جنبه‌های اقتصادی و رفاه اجتماعی با کشورهای صنعتی اروپایی برابری دهد.

## ایران پیش از انقلاب سفید
پراهمیت‌ترین پایه انقلاب سفید، اصلاحات ارضی بود و نخستین برنامه اصلاحات ارضی با نخست‌وزیر وقت، علی امینی و با همکاری وزیر کشاورزی، حسن ارسنجانی تهیه شده بود. پس از کناره‌گیری امینی از مقام خویش، اسدالله علم را شاه به نخست‌وزیری می‌گزیند. ارسنجانی در مقام خود ابقا می‌شود. هدف ارسنجانی، ایجاد یک طبقه‌ای از کشاورزان مستقل است. بدین قرار که مازاد زمین هایی که به دنبال محدودیت مالکیت زمین‌های کشاورزی از مالکان گرفته شده بلافاصله به رعایایی که در آن به کشت و زرع مشغول هستند، فروخته شود. در تاریخ ۱۹ دی ۱۳۴۱، محمدرضا پهلوی در کنگره ملی کشاورزان این طرح را مطرح می‌کند. ۴۲۰۰ دهقانی که در کنگره حضور داشتند بانگ شادی سر دادند. در تاریخ ۶ بهمن ۱۳۴۱، همه‌پرسی انقلاب سفید در ایران انجام می‌گیرد که به تأیید اصلاحات پیشنهادی می‌انجامد. ۵٬۵۹۸٬۷۱۱ برای انقلاب سفید و ۴٬۱۱۵ علیه انقلاب سفید آرای خود را به صندوق‌ ها ریختند. برای نخستین بار در تاریخ ایران زنان نیز به پای صندوق‌های رای می‌روند. در تهران ۱۶، ۴۳۳ و در دیگر شهرستان ها ۳۰۰،۰۰۰ نفر زن آرای خود را به صندوق ها ریختند.

## ایران در درازای انقلاب سفید
از زمان ملی شدن صنعت نفت ایران، درآمد نفت هوشیارانه در برنامه‌های عمرانی برای توسعه صنعت، آموزش و پرورش، بهداشت، کشاورزی، تغذیه، محیط زیست، مسکن، آبادانی و بیمه همگانی سرمایه‌گذاری شده‌است. در سومین برنامه عمرانی کشور در سال ۱۳۴۲؛ ۲۰۴، ۶ میلیارد ریال و در برنامه چهارم عمرانی ۱۳۴۷؛ ۵۰۶، ۸ میلیارد ریال در پیشبرد و شکوفایی اقتصاد ایران سرمایه‌گذاری شده‌است. پس از صنعت نفت، صنعت ذوب‌آهن ایران که مادر دیگر صنایع ایران بود رو به گسترش روزانه نمود. صنایع پتروشیمی ایران از دیدگاه جهانی رتبه اول را داشت و در خاورمیانه بی همتا بود. صنعت بزرگ مس و آلومینیوم و کانی‌های شناخته شده پشتوانه امینی برای گسترش صنعت و آیندهٔ مردم ایران بحساب می‌آمد. منابع باور نکردنی زغال‌سنگ که برآورد آن بیش از ۳۶ میلیارد تن در کویر مرکزی است و تولیدات کارخانجات داخلی صنایع سنتی و دستی دیگر، از صنایع داخلی سبک گرفته تا صنایع سنگین همگی به‌سرعت در حال رشد بودند. ایران خودرو از آغاز کار خود اتومبیل‌های ساخت ایران را علاوه بر بازار داخلی به بیش از ده کشور اروپایی آسیایی و آفریقایی صادر می‌کرد. در سال ۱۳۵۶ ایران خودرو از هیوندای کره جنوبی اتومبیل‌های بیشتری تولید کرده‌بود. تا سال ۱۳۶۴ هجری خورشیدی، نود در صد قطعات اتومبیل در ایران طراحی و تولید می‌شدند. همچنین کارخانه‌های کفش تولید ایران چون کفش ملی، کفش بلا و غیره به تمام کشورهای خاورمیانه کفش صادر می‌کردند. علاوه بر صدها واحد کوچک صنعتی، بیش از یک صد واحد بزرگ صنعتی و تولیدی به کار افتاده‌است که این از افتخارات ایران بود.

## کتاب تمدن بزرگ
محمد رضا پهلوی برای تئوریزه کردن اندیشه‌های خود دربارهٔ ایده‌ها و اندیشه‌های وی پیرامون آینده توسعه ایران در سال ۱۳۵۵، کتاب تمدن بزرگ منتشر گردید که کتاب توسط «مرکز پژوهش و نشر فرهنگ سیاسی دوران پهلوی» با همکاری «کتابخانه پهلوی» چاپ و توسط فریدون هویدا و سهیلا شاهکار به زبان فرانسوی و توسط فؤاد روحانی به زبان انگلیسی ترجمه گردید.

## دورنمای آینده
طبق برنامه‌ها و پیش‌بینی‌های جامعهٔ ایرانی در آخرین دههٔ قرن بیستم یا سال ۲۵۵۰ شاهنشاهی یا ۱۳۷۰ خورشیدی پا به دوران تمدن بزرگ خواهد گذاشت با این حساب یک ایرانی، زاده پیش از اسفند ۲۴۷۹ شاهنشاهی یا اسفند ۱۲۹۹ که در یکی از بدبخترین کشورهای دنیا چشم به جهان گشوده در کمتر از نیم قرن در یکی از سعادتمندترین کشورهای جهان زندگی می‌کند یا از دنیا خواهد رفت.
امیرعباس هویدا، نخست‌وزیر ایران در مصاحبه‌ای با روزنامه لو موند فرانسه می‌گوید: در سال ۱۹۸۵ میلادی یا ۱۳۶۴ خورشیدی درآمد سرانه ایران بیش از ۴۵۰۰ دلار خواهد بود. ایران سالیانه ۲۰ میلیون تن فولاد تولید خواهد کرد. یک میلیون تن آلومینیوم، یک میلیون خودرو (پیکان، آریا، شاهین، شورولت ایران، کادیلاک ایران، هیلمن و کامیونها و اتوبوس ها) تولید و صادر می‌کند و یک میلیون تن کاغذ تولید و صنایع شیمی و پتروشیمی سود سالانه‌ای برابر با هفت میلیارد دلار خواهد داشت.
محمدرضا پهلوی، به ملت خویش تمدن بزرگ را که بر پایه منشور انقلاب سفید قرار دارد قول می‌دهد که تا سال۱۹۹۰ میلادی برابر با ۱۳۷۰ خورشیدی، ملت ایران استانداردهای رفاه اجتماعی و سطح زندگی و سطح پیشرفتی همانند اروپا در سال ۱۹۷۸ (میلادی) را خواهد داشت و ملت ایران تا سال۲۰۰۰ برابر با ۱۳۸۰ خورشیدی در پیشرفت‌های صنعتی و رفاه اجتماعی برابر با کشورهای فرانسه، بریتانیا و ایتالیا خواهد بود. برنامه‌ای با فرنام دور نمای اقتصادی و اجتماعی ایران، ۲۵۳۱–۲۵۵۱ طراحی و پایه‌ریزی شد تا هدف‌های تمدن بزرگ را به انجام برساند.
در کنار برنامه دورنمای اقتصادی و اجتماعی سازمان برنامه و بودجه کشور یک طرح نوسازی و بازسازی ایران تهیه شد. در این طرح ایران به سه محور تقسیم شد. محور مرکزی که شیراز، اصفهان، تهران و تبریز را دربرداشت. محور خاوری که چاه‌بهار را از راه زاهدان، مشهد تا سرخس در بر می‌گرفت و محور باختری که خرمشهر به سوی مهران، ایلام، کرمانشاه و سنندج به سوی ارومیه را زیر پوشش خود داشت. بودجه‌های عظیمی برای توسعه تمامی شهرهایی که در راه هر یک از این سه محور قرارداشتند اختصاص داده شد. این طرح برای جلوگیری از مهاجرت بی‌رویه به تهران و شهرهای بزرگ پایه‌ریزی شد و بدین روی کوشش شد که همه مردم ایران از سرویس‌های آموزشی، بهداشتی، رفاهی، فرهنگی، ورزشی و غیره همانند سرویس‌های پایتخت و دیگر شهرهای بزرگ ایران برخوردار شوند.

## منظور از تمدن بزرگ
تمدن بزرگ یعنی تمدنی که در آن بهترین عناصر دانش و بینش بشری در راه تأمین والاترین سطح زندگی مادی و معنوی برای همه افراد جامعه بکار گرفته شده باشد. تمدنی که در آن دستاوردهای شگفت‌آور دانش و صنعت و تکنولوژی با ارزش‌های عالی معنوی و با موازین پیشرفته عدالت اجتماعی درآمیخته باشد. تمدنی که بر پایه سازندگی و انسانیتی بنیان نهاده شده باشد و در آن هر فرد آدمی در عین برخورداری از رفاه کامل مادی، از حداکثر تأمین اجتماعی و از غنای سرشار روحی و اخلاقی بهره‌مند باشد. روشن است هر ملت و جامعه‌ای در جهان حق دارد در راه رسیدن به چنین هدفی بکوشد و ما صمیمانه آرزو می‌کنیم که چنین تلاشی در هر جا که صورت گیرد، با پیروزی کامل همراه باشد زیرا این تلاشی است که در راه ایفای شریف‌ترین رسالت جامعه بشری انجام می‌گیرد؛ ولی تا آن جا که به ما مربوط است، ما بیش از هر چیز تضمین سعادت و رفاه جامعه ایرانی را مدنظر داریم. البته اگر تمدن بزرگ ما کشش و جذابیتی داشته باشد، به احتمال قوی این تمدن از مرزهای ما خواهد گذشت و در آن صورت این در اختیار دیگران خواهد بود که دربارهٔ آن داوری کنند.
در راه رسیدن به این تمدن بزرگ، ما باید بر اساس جهان بینی همیشگی ایرانی، بهترین اجزای مدنیت و فرهنگ ملی خویش را با بهترین اجزای تمدن و فرهنگ جهانی درآمیزیم و در این راه از هر گونه تعصب و کوتاه بینی دوری گزینیم. هیچ ملتی در هیچ مرحله از پیشرفت، نمی‌تواند خود را از دستاوردهای مادی و معنوی دیگران بی‌نیاز شمارد زیرا تمدن بشری اساساً بر داد و ستد مداوم اندیشه‌ها و دستاوردها پی‌ریزی شده‌است. اگر در گذشته ملت‌هایی خواسته‌اند به دور خود دیواری بکشند این آزمایش همواره با شکست رو به رو شده‌است.